# Foster (Misuri)
Foster es una villa ubicada en el condado de Bates en el estado estadounidense de Misuri. En el Censo de 2010 tenía una población de 117 habitantes y una densidad poblacional de 92 personas por km².

## Geografía
Foster se encuentra ubicada en las coordenadas 38°10′0″N 94°30′30″O / 38.16667, -94.50833. Según la Oficina del Censo de los Estados Unidos, Foster tiene una superficie total de 1.27 km², de la cual 1.26 km² corresponden a tierra firme y (0.81%) 0.01 km² es agua.

## Demografía
Según el censo de 2010, había 117 personas residiendo en Foster. La densidad de población era de 92 hab./km². De los 117 habitantes, Foster estaba compuesto por el 98.29% blancos, el 0.85% eran afroamericanos, el 0% eran amerindios, el 0% eran asiáticos, el 0% eran isleños del Pacífico, el 0% eran de otras razas y el 0.85% pertenecían a dos o más razas. Del total de la población el 3.42% eran hispanos o latinos de cualquier raza.